# Reining

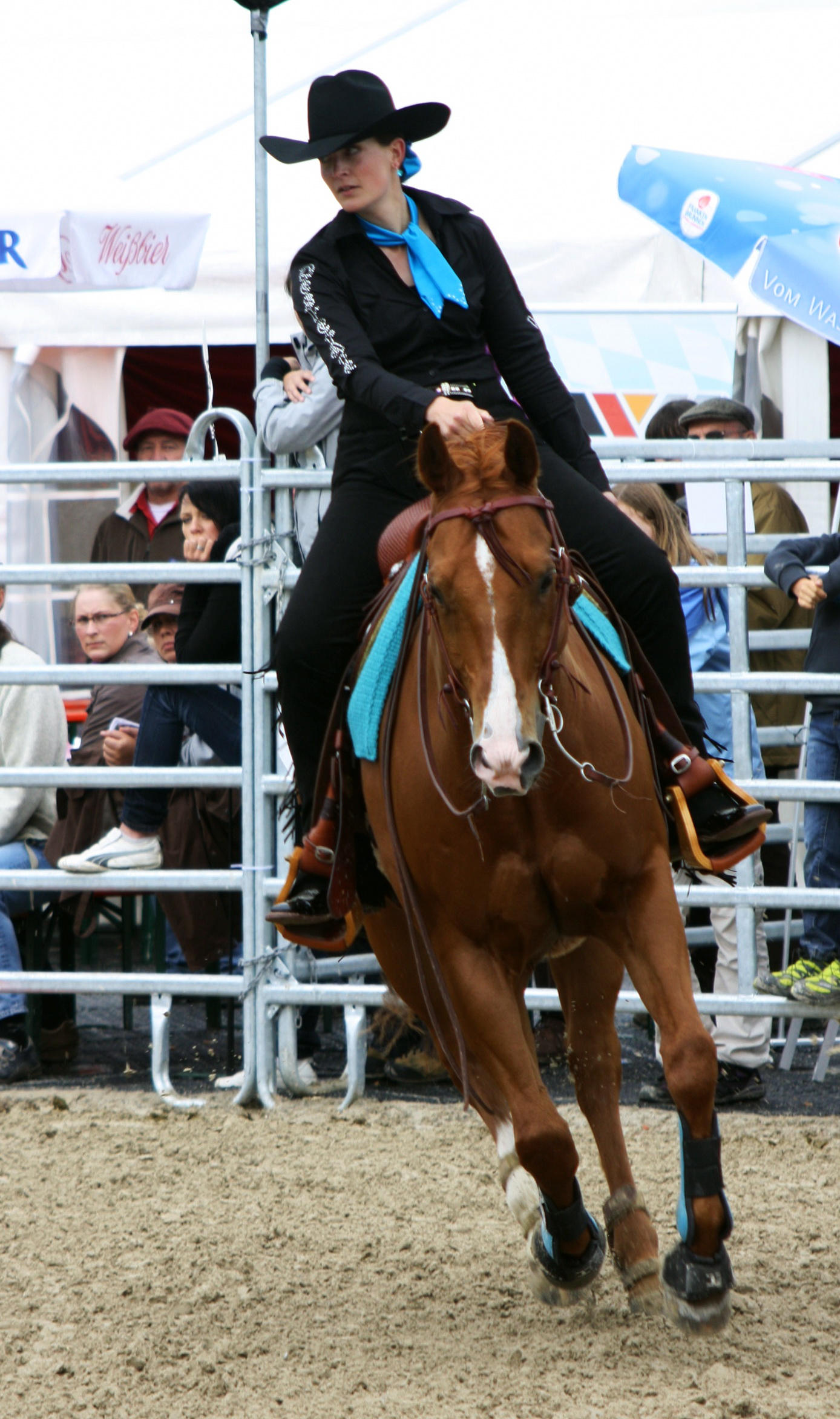
Reining

Reining je jedna z nejdůležitějších disciplín westernového stylu ježdění na koni. Často je popisován jako westernová forma drezury, protože pro správné provedení úlohy je zapotřebí dokonalý soulad jezdce s koněm, který se musí nechat ochotně vést téměř neznatelnými pobídkami. Úkolem jezdce je předvést s koněm zadanou úlohou složenou z kruhů, přeskoků, spinů, stopů, rollbacků, couvání a prodlev. Reining je velmi dynamická disciplína plná cvalu, rychlost však musí být pod dokonalou kontrolou a nesmí být na úkor přesnosti.

## Původ
Od dob prvních španělských osadníků v oblastech dnešního Mexika a jihozápadních Spojených států potřebovali rančeři pracovat s dobytkem z koňského hřbetu. Dobytek byl často chován na obrovské ploše, kde se nenacházely žádné ohrady nebo jiné pomůcky usnadňující práci, takže kovboj potřeboval velmi klidného, spolehlivého, vytrvalého a obratného koně, který byl schopen pracovat po dlouhé hodiny a přitom kdykoli vyrazit plnou rychlostí za utíkající krávou, nebo zastavit z plného trysku a okamžitě vyrazit na druhou stranu. Jelikož jednu ruku kovboj potřeboval na ovládání lasa, pohánění dobytka, nebo třeba střelbu, byl kůň ovládán převážně nohama a sedem. Vedení otěžemi se tak omezilo na jednu ruku, kdy kůň reagoval hlavně na lehký dotek otěže na krku – neckreining. Postupem času se z neformálních ukázek a soutěží, demonstrujících dokonalé ovládání koní, vyvinulo sportovní odvětví, do kterého dnes kromě reiningu patří také cutting, working cow horse a mnohé další westernové disciplíny.

## Prvky
- Sliding stop: Sliding stop je asi nejtypičtější reiningový prvek, kdy kůň přejde z plného trysku do zastavení. Tomuto cviku předchází takzvaný rundown, kdy kůň postupně a plynule zrychluje na rovné čáře, až do započetí samotného stopu. Ve stopu by kůň měl ohnout záda a sklouznout se na podsazených zadních nohách, zatímco přední doklusávají. Hodnotí se zejména plynulost zrychlení na rundownu, ochota koně zastavit, rovnost a plynulost sklouznutí. Sliding stop se provádí v kombinaci s dalšími cviky, celkově jsou za manévry spojené s tímto prvkem udíleny tři známky.

- Rollback: Rollback se provádí po sliding stopu. Jakmile se kůň zastaví, provede obrat o 180°, ze kterého rovnou naskočí do cvalu. V úloze musí být jeden rollback na pravou a jeden na levou stranu. Hodnotí se zejména ochota, plynulost, přesnost otočky a okamžité nacválání. Za trojici rundown – stop – rollback se udílí jedna známka.

- Couvání: Couvání se rovněž provádí po sliding stopu. Kůň musí na minimální pobídku ochotně zacouvat minimálně 3 metry. Hodnotí se zejména ochota, přímost a rychlost couvání. Trojice rundown – stop – couvání bývá opět hodnocena jednou známkou.

- Spiny: Jeden spin je otáčka o 360° okolo nehybné vnitřní zadní nohy, přední nohy by se měly pohybovat v klusovém tempu po kruhové dráze. V reiningové úloze se provádí 4 tyto otočky plynule za sebou, je kladen velký důraz na přesné zastavení. Vyšší rychlost zvyšuje náročnost cviku a při korektním provedení znamená i lepší hodnocení. Spiny doleva jsou známkovány odděleně od spinů doprava, což znamená zisk dvou známek.

- Kruhy: Kruhy tvoří největší část reiningové úlohy. Klasická úloha se skládá ze tří kruhů na levou ruku a tří na pravou. Na každou ruku se provádí dva velké rychlé kruhy a jeden malý pomalý v zadaném pořadí. Všechny odchylky od kruhové dráhy jsou penalizovány, zejména je kladen důraz na projíždění přesným středem arény. Dále se hodnotí plynulá a ochotná výrazná změna rychlosti, takzvaná speed control. Kruhy na levou ruku jsou hodnoceny odděleně od kruhů na pravou, dvojice tak získá dvě známky.

- Přeskoky: V rámci práce na kruzích obsahuje každá reiningová úloha i přeskok z levého cvalu do pravého a naopak. Přeskok musí být proveden bez přerušení cvalu v rámci jednoho skoku a v přesně definovaném místě. Důraz je také kladen na ochotu a plynulost přeskoků. Za špatný přeskok a po něm následující kontracval nebo křižování lze ve spojení s kruhy nasbírat velmi rychle značné penalty. Hodnocení bývá započteno ve známce za kruhy, nebo se hodnotí projetí osmičkové trajektorie jako jeden prvek.

- Prodleva: V úloze bývá předepsáno několik prodlev, kdy musí kůň demonstrovat, že dokáže klidně a vyrovnaně stát a čekat na pobídky jezdce. Většinou bývají předepsány mezi jednotlivými prvky, závěrečná prodleva značí ukončení úlohy. Hodnocení těchto prvků bývá započteno do následujícího manévru.

- Chůze do kolbiště: Některé úlohy začínají rovnou cvalem do arény, jindy je nutno dojít na střed krokem nebo klusem. Ve středu arény pak jezdec musí před další prací zastavit nebo přejít do kroku. Již při chůzi na střed je dvojice hodnocena v rámci prvního manévru, hodnotí se zejména klid koně a uvolněnost.

## Hodnocení
Každá dvojice vstupuje do kolbiště se 70 body, které reprezentují korektně zajetou jízdu. Úloha je rozdělena na 7 až 8 manévrů, za každý z nich pak rozhodčí přidělí dvojici známku vyjádřenou body od -1,5 do 1,5 s půlbodovým dělením. -1,5 znamená extrémně špatné provedení, 1,5 je excelentní výkon. Navíc mohou být rozhodčími kdykoli uděleny penalizace za závažné prohřešky a odchylky od úlohy. Skóre nad 70 bodů jsou vidět spíše na mezinárodní úrovni.
Mezi chyby snižující hodnocení manévrů patří například:
- nadměrné otvírání huby koně, žvýkání, házení hlavou
- předvídání pomůcek
- nedostatek plynulosti, přesnosti a přímosti, zakopnutí
- příliš výrazné pomůcky, ztráta třmenu

### Penalizace
- Diskvalifikace: Chyby, které vedou k diskvalifikaci (no score):
  - zneužívání nebo týrání koně
  - použití zakázané výstroje (například nelegální uždění, vyvazování, bič)
  - použití jakýchkoli prostředků omezujících přirozený pohyb ocasu koně
  - nepředvedení koně ke kontrole po skončení úlohy
  - nevhodné chování soutěžícího

- Nulové hodnocení: Chyby, které vedou k nulovému skóre (zero score). Na rozdíl od diskvalifikace může jezdec s nulovým skóre postoupit do dalšího kola vícekolové soutěže.
  - špatné držení otěží
  - použití romalu nedovoleným způsobem
  - nedokončení úlohy jak je předepsána, provedení manévru jinak než je předepsaný, vložení manévru navíc (včetně přetočení spinu o víc než 90° nebo couvání víc než dva kroky mimo předepsané místo)
  - závada výstroje nedovolující dokončit úlohu
  - odmítnutí poslušnosti koně
  - klus víc než 1/2 kruhu nebo 1/2 délky arény
  - pád koně nebo jezdce

- Penalizace 5 bodů
  - použití ostruh před obřišníkem
  - použití ruky k postrašení nebo pochválení koně
  - držení se sedla
  - neposlušnost koně včetně kopání, kousání, vyhazování a vzpínání

- Penalizace 2 body
  - přerušení chodu
  - zamrznutí v průběhu spinu nebo rollbacku
  - nezastavení nebo nepřejití do kroku před zahájením cvalu
  - pokud kůň začne stop před značkou

- Penalizace 1 bod
  - 1 bod za každou započatou čtvrtinu kruhu při křižování nebo kontracvalu
  - přetočení nebo nedotočení spinu o víc než 1/8, ale méně než 1/4

- Penalizace 1/2 bodu
  - rozložený přeskok
  - klus před nacváláním na kruh nebo po rollbacku do 2 kroků
  - přetočení nebo nedotočení spinu do 1/8
  - nedodržení předepsané vzdálenosti od hrazení při stopu nebo rollbacku

Mnohé organizace vydávají svá vlastní pravidla, ty jsou však většinou odvozena z pravidel NRHA a odchylují se jen minimálně.

## Kůň
Reining může provozovat jakýkoli kůň, avšak stavbou těla se přece jen lépe hodí americká plemena, která byla pro tento druh práce vyšlechtěna. Jedná se zejména o american quarter horse, american paint horse a appaloosa, ale i v rámci těchto plemen dnes existují linie speciálně šlechtěné pro konkrétní disciplíny. Reiningový kůň musí být hbitý, rychlý a dobře reagovat na jezdcovy pobídky. Zejména pro udržení pozice ve sliding stopu je potřeba velmi silná záď a korektní stavba nohou. Výborná koordinace se zase projeví při spinech a přeskocích. Kůň musí mít také velmi dobrý temperament, který umožní kombinaci rychlosti, přesnosti a klidného čekání.

## Vybavení
Jezdci musí mít na soutěžích čisté westernové oblečení, tedy klobouk, košili s dlouhým rukávem, rifle a westernové boty. Jsou povoleny dlouhé chapsy a ostruhy s kolečkem. Ženská móda bývá pestřejší, ale oproti jiným disciplínám zůstává umírněnější.
Kůň musí mít westernové sedlo, které bývá mnohdy konstruováno speciálně pro použití při reiningu. Na sedle může být připevněno svinuté laso. Westernové uždění je poměrně pestré, nicméně jsou stanovena přísná pravidla, jejichž porušení je trestáno diskvalifikací. Mladí a začínající koně mají povoleno obouruční vedení na stihle a hackamore, starší koně mohou závodit pouze na páce s jednoručním vedením. Jsou povoleny různé chrániče nohou včetně bandáží, šlachovek a zvonů.
Mezi nepovolenou výstroj patří zejména různé nepovolené druhy uždění, bič, vyvazování, martingal, ostruhy bez koleček.

## Soutěže
V reiningu v zásadě neexistuje posloupnost obtížnosti různých úloh a všechny bývají na podobné úrovni. Místo toho bývá uplatněno dělení podle stáří koní a zkušeností jezdce.
Pro koně bývají soutěže děleny na třídy:
- Futurity: Pro tříleté koně.
- Junior: Koně do pěti let.
- Senior: Pro šestileté a starší.
- All ages: Zde mohou startovat všichni koně od tří let.
- Začínající: Pro koně bez dřívější závodní kariéry, startující na závodech prvním rokem.

Základní třídy jezdců:
- Mládež: Účastnící do 18 let.
- Amatér: Třídy se nesmí účastnit jezdci vydělávající prací s koňmi ani mládež. Někdy se také označuje jako non-pro.
- Otevřená: Zde mohou startovat profesionální jezdci a trenéři, ale i amatéři a mládež.
- Začínající: Pouze pro soutěžící, kteří startují na soutěžích prvním rokem.

Na soutěžích je pak vypsáno několik kombinací požadavků na koně a jezdce, u nás se nejčastěji vyskytuje kombinace Amatér Reining All ages, Open Reining Junior a Open Reining Senior. Konkrétní dělení se může mírně lišit a například v NRHA jsou oproti WRC kategorie dále děleny podle dosažených úspěchů, které NRHA měří celkovou sumou vyhraných dolarů.

## Freestyle reining
Speciální variantou reiningu je freestyle, který umožňuje využít hudby a choreografie. Je povoleno (ne vyžadováno) využití kostýmů a ostatní požadavky na výstroj se také podstatně redukují. Kůň tak může jet například i zcela bez uždění a bez sedla. Freestyle reining vyžaduje provedení minimálně 4 po sobě jdoucích spinů na obě strany, 2 přeskoky (zleva doprava a obráceně) a 3 sliding stopy. Zbytek je plně volitelný, soutěžící může zařadit víc povinných prvků, přidat nepovinné reiningové prvky, nebo zařadit třeba prvky drezury. Hlavním omezením je časový limit, který se většinou pohybuje okolo 4 minut.

### Zahraniční a mezinárodní
- American Quarter Horse Association (AQHA): Americká asociace plemene quarter horse, která jako první uznala reining jako sportovní disciplíny roku 1949.
- United States Equestrian Federation (USEF): Jezdecká federace Spojených států, rovněž se podílela na zavedení reiningu mezi závodní disciplíny.
- National Reining Horse Association, (NRHA): Národní asociace reiningových koní, americká organizace vzniklá roku 1966.
- Fédération Equestre Internationale, (FEI): Mezinárodní jezdecká federace roku 2000 přijala reining jako první a zatím jedinou westernovou disciplínou. Mezinárodní reiningové akce jsou nyní pořádány společně FEI a NRHA.

### České
- Western Riding Club ČR (WRC): První česká organizace zastřešující všechny westernové sporty.
- Česká jezdecká federace (ČJF): Reining je momentálně jedinou westernovou disciplínou uznanou ČJF a FEI.
- Česká reiningová asociace Archivováno 29. 1. 2009 na Wayback Machine. (NRHA CZ): Zajišťuje soutěže pod hlavičkou NRHA v České republice.
- Dále působí kluby jednotlivých amerických plemen, na jejichž soutěžích rovněž reining nemůže chybět: Czech Quarter Horse Association (CZQHA), Paint Horse Club ČR (PHC ČR) a Appaloosa Horse Club CZ (ApHCCZ)